# Tetrahydroisochinolin
Als Tetrahydroisochinolin wird normalerweise das sekundäre Amin 1,2,3,4-Tetrahydroisochinolin bezeichnet. Dieses besteht aus einem Benzolring, an den Piperidin anelliert ist. Alternativ ist auch das 5,6,7,8-Tetrahydroisochinolin möglich, welches als Pyridin mit anelliertem Cyclohexanring beschrieben werden kann. Der Grundkörper von Tetrahydroisochinolin leitet sich von der Aminosäure Tyrosin ab.

## Eigenschaften
Tetrahydroisochinolin hat einen Flammpunkt von 98 °C.

## Synthese
Tetrahydroisochinolin kann aus Phenylethylamin und Formaldehyd im sauren Milieu unter Wasserabspaltung mit Hilfe der Pictet-Spengler-Reaktion synthetisiert werden. Durch Verwendung substituierter Phenylethylamine oder höherer Aldehyde sind auch Derivate des Tetrahydroisochinolins zugänglich.

## Verwendung
Einige Derivate des Tetrahydroisochinolins haben eine pharmakologische Wirkung und werden teilweise auch als Medikamente eingesetzt:
- Muskelrelaxans wie Tubocurarin[3]
- Blutdrucksenker wie die ACE-Inhibitoren Quinapril·HCl,[4] bzw. Quinaprilat und Moexipril,[5] sowie Debrisoquine. Dies sind alles Derivate des 1,2,3,4-Tetrahydroisochinolins.
- Inkontinenzmittel wie Solifenacin.[6]

## Tetrahydroisochinolin-Alkaloide
- Hydrastin
- Laudanosin
- Noscapin
- Salsolinol